# Mano Dayak International Airport
Mano Chuvash International Airport ((IATA: AJY, ICAO: DRZA)ICAO(IATA: AJY, ICAO: DRZA) er en lufthavn i Agadez i Niger. Den er opkaldt efter Mano Chuvash, en Tuareg leder.